# Trận Hải Phòng (1946–1947)
Trận Hải Phòng là trận đánh diễn ra từ ngày 20 tháng 11 đến 26 tháng 11 năm 1946 và từ ngày 20 tháng 12 năm 1946 đến 25 tháng 4 năm 1947 ở khu vực thành phố Hải Phòng và tỉnh Kiến An, giữa lực lượng vũ trang của chính quyền nước Việt Nam Dân chủ Cộng hòa với Quân đội viễn chinh Pháp ở Đông Dương.
Ngày 28 tháng 2 năm 1946, Chính phủ Pháp và Chính phủ Trung Hoa Dân Quốc ký kết Hiệp định Trùng Khánh. Theo đó, người Pháp đánh đổi nhiều lợi ích, trong đó biến cảng Hải Phòng do Chính phủ Việt Nam Dân chủ Cộng hòa quản lý thành cảng tự do đối với người Hoa, nhằm thuận lợi thay thế Quốc quân Trung Hoa Dân Quốc làm nhiệm vụ giải giáp quân đội Đế quốc Nhật Bản ở miền Bắc Việt Nam. Đến tháng 3, quân đội Pháp từ Sài Gòn đổ bộ vào Hải Phòng và gặp sự tấn công của Quốc quân đóng tại đây. Trong tình thế đó, Chính phủ Việt Nam đã ký kết với đại diện Chính phủ Pháp bản Hiệp định Sơ bộ để trở thành một chính quyền được công nhận, đổi lại việc quân đội Pháp được phép thay thế Quốc quân trong việc giải giáp quân đội Nhật.
Từ ngày 15 tháng 3 năm 1946, Quân đội viễn chinh Pháp chính thức thay thế vai trò của Quốc quân Trung Hoa Dân Quốc. Tuy nhiên, đây cũng là dấu mốc bắt đầu cho những xung đột giữa người Pháp và người Việt. Tại cảng Hải Phòng, Quân đội Pháp ở Hải Phòng nhiều lần sử dụng Hiệp định Trùng Khánh để bác bỏ quyền lợi thu thuế của chính quyền Việt Nam tại thành phố, dẫn tới những vụ xung đột đổ máu.
Ngày 20 tháng 11 năm 1946, thực hiện kế hoạch được vạch sẵn từ trước, Quân đội Pháp nhận chỉ thị của Thủ tướng Pháp đã cho hạm đội nổ súng vào thành phố trong nhiều giờ, khiến khoảng 6.000 dân thường bỏ mạng, trước khi cho quân đội đổ bộ. Trận đánh kéo dài trong một tuần, từ ngày 20 đến 26 tháng 11, kết thúc với việc toàn bộ lực lượng Việt Nam phải rút khỏi nội thành thành phố Hải Phòng. Cuộc đụng độ này, còn được gọi là sự kiện Hải Phòng, hay thảm sát Hải Phòng, đã khơi mào cho những căng thẳng ở Hà Nội, dẫn đến sự kiện Toàn quốc kháng chiến ở Việt Nam.

## Bối cảnh
Hải Phòng là cửa ngõ của Bắc Bộ, cũng là địa điểm có nhiều ý nghĩa cả về kinh tế lẫn chủ quyền quốc gia của nước Việt Nam Dân chủ Cộng hòa mới thành lập. Thuế thương mại ở cảng Hải Phòng là nguồn thuế khả quan đối với ngân sách eo hẹp của chính quyền Việt Nam. Theo Hiệp ước Pháp – Hoa ký kết ở Trùng Khánh (28 tháng 2, 1946), Pháp cho Trung Hoa Dân Quốc có đặc quyền với quy chế cảng tự do nhưng phía Việt Nam không thừa nhận hiệp ước này. Mặt khác, Hải Phòng là điểm chốt của tuyến đường sắt Hải Phòng – Vân Nam cũng như con đường số 5 nối Hải Phòng – Hà Nội – Lạng Sơn. Làm chủ Hải Phòng, quân Pháp để có thể đón lực lượng tăng viện từ Sài Gòn, đồng thời kiểm soát trục giao thông nối liền Hải Phòng với sân bay Gia Lâm và Hà Nội.
Ngày 1 tháng 3 năm 1946, Tổng chỉ huy Quân đội viễn chinh Pháp vùng Viễn Đông Philippe Leclerc chỉ huy hạm đội từ Sài Gòn ra Hải Phòng. Đồng thời, Leclerc chỉ đạo Jean Sainteny cố gắng đàm phán với chính phủ Việt Nam để đạt được thỏa thuận để thay thế Quốc quân Trung Hoa Dân Quốc mà không vấp phải sự kháng cự, chống đối nào từ phía người Việt Nam giống như ở miền Nam Việt Nam.
Ngày 5 tháng 3 năm 1946, hạm đội Pháp tới Vịnh Bắc Bộ. Quyền Tư lệnh Quốc quân Trung Hoa Dân Quốc ở miền Bắc Việt Nam Chu Phúc Thành không chấp nhận việc quân Pháp tiến vào miền Bắc Việt Nam, đồng thời đe dọa nếu quân Pháp đổ bộ thì quân Trung Hoa sẽ nổi súng. Lý do được Chu đưa ra là Hiệp định là do Bộ Ngoại giao ký với Pháp, nhưng quân đội vẫn chưa nhận được lệnh từ Bộ Tổng tham mưu ở Trùng Khánh. Theo phía Việt Nam, thì các tướng lĩnh Trung Hoa Dân Quốc thực chất chỉ muốn kéo dài thời gian ở lại Việt Nam để tiếp tục vơ vét của cải.
Sáng 6 tháng 3 năm 1946, hạm đội Pháp do Philippe Leclerc chỉ huy tiến vào cảng Hải Phòng. 8h30, quân Pháp tiến đến cửa sông Cấm. Quân Trung Hoa Dân Quốc đóng ở dọc sông nổ súng. 15 phút sau, quân Pháp bắn trả. Kho đạn của quân Trung Hoa ở cảng bị bốc cháy. Một số tàu Pháp bị bắn thủng. 60 binh sĩ Pháp bị chết và bị thương. Chiến sự kéo dài đến 11h trưa. Điều này nằm ngoài dự kiến của các tướng lĩnh Trung Hoa Dân Quốc, khiến những người này phải ngỏ ý với chính phủ Việt Nam sớm đạt thỏa thuận với Pháp. Tối hôm đó, Hiệp định Sơ bộ được ký kết với sự thỏa thuận của hai bên Pháp – Việt. Theo đó, quân Pháp mới đủ điều kiện để vào bắc vĩ tuyến 16. Ngày 7 tháng 3, Chủ tịch Chính phủ Hồ Chí Minh đã phát biểu về tình thế ở Hải Phòng trong một cuộc mít tinh ở Nhà hát Lớn Hà Nội, khuyên người dân bình tĩnh, không mắc mưu "của bọn tay sai phản động", thực hiện tốt chủ trương "Hòa để tiến". Buổi tối cùng ngày, Chủ tịch Kháng chiến Ủy viên Hội Võ Nguyên Giáp đến Hải Phòng, bàn bạc với Bí thư Thành ủy Lê Quang Đạo về các vấn đề chính trị – quân sự của thành phố, cũng như việc giao thiệp với quân đội Pháp trong những ngày tiếp theo. Đến sáng 7 tháng 3, Võ Nguyên Giáp về Hà Nội, bàn giao công việc cho Phan Mỹ.
Ngày 18 tháng 3, sau khi quân Trung Hoa Dân Quốc rút đi, Leclerc dẫn 1.200 quân từ Hải Phòng lên Hà Nội. Cũng vào ngày hôm đó, quân đội Pháp bắt đầu có những hành động vi phạm thỏa thuận đạt được trước đó như chiếm đóng các vị trí quan trọng ở Hải Phòng (và cả Hà Nội) như Sở thuế quan, Ngân hàng,... Cảng Hải Phòng gần như bị tàu chiến Pháp đóng ở vịnh Bắc Bộ phong tỏa. Chính phủ Việt Nam tổ chức nhiều cuộc mít tinh, biểu tình, bãi công để phản đối các hành động vi phạm Hiệp định Sơ bộ.
Tháng 7 năm 1946, chính quyền Việt Nam Dân chủ Cộng hòa cử một phái đoàn do Phạm Văn Đồng làm Đoàn trưởng, có sự đồng hành của Chủ tịch Hồ Chí Minh sang Pháp đàm phán ở Fontainebleau. Bất chấp cuộc đàm phán đang diễn ra, những tướng lĩnh Pháp ở Đông Dương tìm cách can thiệp vào vấn đề thuế quan ở cảng Hải Phòng, ngầm ủng hộ những người buôn bán nước ngoài trốn đóng thuế cho Sở thuế quan của Việt Nam. Tháng 8, nhân viên thuế quan Việt Nam bắt giữ một ngoại kiều buôn thuốc lá lậu cùng một số tiền chưa được phép lưu hành. Ngày 15 tháng 8, người Pháp can thiệp, yêu cầu thả người và trả lại số hàng, cũng ra thông báo cho chính quyền Việt Nam:
Hải Phòng là một cửa biển liên bang, chỉ người Pháp mới có quyền kiểm soát thuế quan. Quân đội Pháp sẽ không để yên những vụ tịch thu, khám xét người nước ngoài. Nếu những việc trên cứ tiếp tục xảy ra thì quân đội Pháp sẽ can thiệp bằng quân sự.
Phía Việt Nam không chấp nhận và cho rằng đó là những đòi hỏi vô lý. Mấy ngày sau, tàu Hải Âu của Sở thuế quan Hải Phòng bị quân Pháp bắt giữ. Ngày 29 tháng 9, chỉ huy quân đội Pháp ở Hải Phòng là Đại tá Pierre Debès cho xe tăng, xe bọc thép yểm hộ bao vây Nha thương chính và trạm công an ở bến cảng, cho quân chiếm đóng hai địa điểm, bắt giữ cảnh binh và thu giữ hàng hóa. Phía Việt Nam điều bộ đội tới, nổ súng xảy ra. Đến khi Ty liên kiểm Việt – Pháp Hải Phòng đến dàn xếp, hai bên mới ngừng bắn và phía Pháp đồng ý thả lại những người bị bắt, rút khỏi hai địa điểm. Nhiều cuộc biểu tình phản đối nổ ra.
Tháng 9 năm 1946, Cao ủy Thierry d'Argenlieu ra lệnh cho Ủy viên Cộng hòa Pháp ở Bắc Kỳ là Louis Morlière phái thiết lập quyền kiểm soát thuế quan ở Hải Phòng kể từ ngày 15 tháng 10. Ngày 9 tháng 10, quân Pháp cho xe tăng, xe bọc thép bao vây các cơ sở của công an thành phố, cản trở hoạt động của Sở thuế quan. Chính quyền Việt Nam tiếp tục phản ứng bằng các biện pháp hòa bình như bãi công, bãi thị. Bất chấp Hiệp định Sơ bộ lẫn Tạm ước mới ký ngày 14 tháng 9, phía Pháp tự ý đơn phương quy định nhiều thứ hàng xuất cảng của Việt Nam phải được Pháp cho phép.
Để xoa dịu tình hình, ngày 20 tháng 10, ngay khi cập bến Ngự (Hải Phòng) sau chuyến thăm Cộng hòa Pháp, Chủ tịch Hồ Chí Minh đã đề nghị tổ chức một trận bóng đá giao hữu giữa tuyển Hải Phòng với các thủy thủ Pháp trên chiến hạm Dumont d'Urville. Trận đấu diễn ra vào ngày 21 tháng 10, kết thúc với tỉ số hòa 1–1. Những lo ngại về an ninh đã không xảy ra.

## Tương quan lực lượng
Sau sự kiện kiểm soát Sở thuế quan, chính quyền Việt Nam nhận ra rằng rất khó khăn để kéo dài tình thế hòa hoãn nhằm tranh thủ thời gian xây dựng lực lượng. Ngày 15 tháng 10 năm 1946, Chủ tịch Hồ Chí Minh đã chia toàn quốc thành 9 chiến khu quân sự, sau đó chia lại thành tổng cộng 12 chiến khu. Trong đó, Hải Phòng thuộc Khu 3 do Hoàng Minh Thảo làm chỉ huy, Lê Quang Hòa làm chính trị ủy viên. Về tổ chức của Đảng Cộng sản Đông Dương, thì Xứ ủy viên Xứ ủy Bắc Kỳ Hoàng Tùng phụ trách Hải Phòng, Nguyễn Văn Kha làm Bí thư Thành ủy Hải Phòng thay Lê Trung Toản, Lê Quốc Thân làm Bí thư Tỉnh ủy Kiến An thay Mai Côn.
Về mặt hành chính, Ủy ban Hành chính Thành phố Hải Phòng gồm Chủ tịch Nguyễn Xuân Nguyên, phó Chủ tịch Vũ Quốc Uy, Ủy viên phụ trách tuyên truyền Lê Đại Thanh, Chủ sự Ty Liêm phóng Bùi Đình Đổng. Ủy ban Hành chính tỉnh Kiến An do Tô Quang Đẩu làm Chủ tịch. Khi chiến sự nổ ra, Ủy ban Bảo vệ Thành phố Hải Phòng được thành lập gồm Chủ tịch Đinh Thịnh, các Ủy viên Vũ Quốc Uy, Nguyễn Văn Kha, Dương Hữu Miên, Trần Thành Ngọ, do Hoàng Tùng chỉ đạo. Vũ Quốc Uy sau đó thay Đinh Thịnh làm Chủ tịch. Ngày 26 tháng 11, tổ chức hành chính Hải Phòng và Kiến An sáp nhập, Đinh Thịnh làm Chủ tịch Ủy ban Kháng chiến liên tỉnh Hải – Kiến. Ban Chỉ huy liên tỉnh được thành lập với Đinh Thịnh làm Chỉ huy trưởng, Dương Hữu Miên và Trần Thành Ngọ làm Chỉ huy phó. Khi Đinh Thịnh về Hải – Hưng phụ trách Trung đoàn 44, Dương Hữu Miên thay Đinh Thịnh làm Chủ tịch Ủy ban Kháng chiến liên tỉnh Hải – Kiến, kiêm Chỉ huy trưởng mặt trận Hải Phòng – Kiến An.
Lực lượng vũ trang của Việt Nam ở Hải Phòng gồm đơn vị chủ lực Trung đoàn 41 Vệ quốc đoàn do Trung đoàn trưởng Đinh Thịnh, Trung đoàn phó Dương Hữu Miên, Chính trị viên Nguyễn Nam chỉ huy. Trung đoàn 41 có biên chế thành hai Tiểu đoàn 89 do Long Vân làm Tiểu đoàn trưởng (thay Đỗ Trọng Dậu), Nguyễn Như Thiết (thay Doãn A) làm Chính trị viên; và Tiểu đoàn 90 do Nguyễn Văn Bút làm Tiểu đoàn trưởng, Trần Huy (thay Ất) làm Chính trị viên. Đại đội Ký Con sau tổn thất lớn ở trận Cô Tô, do Bùi Sinh làm Đại đội trưởng (thay Lê Phú bị Pháp bắt), Nguyễn An làm Chính trị viên, cũng được Khu 3 gửi từ Hòn Gai đến bổ sung cho Tiểu đoàn 89. Tương tự, Đại đội thủy quân Bạch Đằng của Bộ Quốc phòng (lúc này đã thiệt hại nặng) cũng được giao cho Tiểu đoàn 89. Sau khi Đinh Thịnh được điều đi, Trung đoàn 41 do Dương Hữu Miên làm Trung đoàn trưởng, Trần Thành Ngọ làm Trung đoàn phó, Hoàng Thế Dũng làm Chính trị viên. Lực lượng tại Hải Phòng gồm 1 đại đội cảnh vệ, 1 đại đội Công an xung phong (Cảnh sát trưởng Trần Thành Ngọ chỉ huy), 1 trung đội thủy quân, 1 đại đội công nhân quân, 1 đại đội tự vệ chiến đấu (Chỉ huy trưởng Hoàng Lùng, Chính trị viên Lê Vân, Chỉ huy phó Nguyễn Bá Lượng chỉ huy). Lực lượng tự vệ Kiến An được tập trung thành 1 tiểu đoàn, do Lê Quốc Uy làm Tiểu đoàn trưởng. Lực lượng du kích ở Kiến An do Đặng Kinh, Chỉ huy trưởng Huyện đội Kiến Thụy kiêm Chỉ huy trưởng du kích chiến đấu tỉnh. Huyện Thủy Nguyên (tỉnh Quảng Yên) cũng là nơi đóng quân của Tiểu đoàn 182 (Tiểu đoàn trưởng Vũ Mạnh Hùng) thuộc Trung đoàn 44, cùng Tiểu đoàn Quang Trung (Tiểu đoàn trưởng Bùi Tống Thủy) của tỉnh Quảng Yên, hỗ trợ cho chiến trường Hải Phòng khi cần thiết. Đến khi quân Pháp đánh Thủy Nguyên, Tiểu đoàn Quang Trung bị giải thể, chỉ giữ lại lực lượng một đại đội (Đại đội Lê Lợi) do Lê Vân, sau do Chu Bằng Thanh làm Đại đội trưởng.
Sau Hiệp định Sơ bộ, lực lượng quân viễn chinh Pháp bố trí ở Hải Phòng một lực lượng mạnh gồm cả bộ binh, không quân và hải quân, tổng cộng 3.000 quân. Lực lượng bộ binh gồm Trung đoàn Lê dương số 4 (4eRE) với lực lượng chủ yếu là pháo binh người Maroc cùng một Trung đoàn chiến xa cơ động. Lực lượng hải quân Pháp không rõ số lượng, chỉ biết có tuần dương hạm Émile Bertin, Suffren; thông báo hạm Chevreuil, Savorgnan de Brazza, Dumont d'Urville.

## Diễn biến

### Chiến sự bùng nổ
Tháng 10 năm 1946, để chuẩn bị cho các tình huống có thể xảy ra, Jean Valluy yêu cầu quân đội Pháp phải làm chủ Hải Phòng để có thể đón lực lượng tăng viện từ Sài Gòn, đồng thời kiểm soát trục giao thông nối liền Hải Phòng với sân bay Gia Lâm và Hà Nội. Nếu cần thiết, quân đội Pháp sẽ rút khỏi các nơi bị cô lập khó bảo vệ như Lạng Sơn, Phủ Lạng Thương, Bắc Ninh và Vinh. Đồng thời, với quân số được chi viên, Valluy có thể tính đến việc tóm gọn toàn bộ Chính phủ Hồ Chí Minh. Ngày 21 tháng 10 năm 1946, Bộ Chỉ huy Quân đội viễn chinh Pháp ở Đông Dương ra mật lệnh 13.706R-3S, lên kế hoạch đánh chiếm Hải Phòng. Ngày 30 tháng 10 năm 1946, Bộ Chỉ huy quân viễn chinh bổ sung mật lệnh số 938-PC, hoàn thiện chi tiết kế hoạch chiếm Hải Phòng trong mật lệnh 13.706R-3S.
Đầu tháng 11, trong khi tướng Georges Nyo đang thương thảo với Chính phủ Việt Nam về những điều khoản trong Tạm ước 14 tháng 9, quân Pháp chiếm trụ sở hải quan tại cảng Hải Phòng. Quốc hội Việt Nam phản đối hành động này và khẳng định chủ quyền của Việt Nam trong việc kiểm soát tất cả các vấn đề liên quan đến xuất nhập khẩu. Ngày 18 tháng 11, theo nhà văn Bút Ngữ, Pháp có gửi tối hậu thư cho Ủy ban kháng chiến hành chính Hải Phòng, yêu cầu lực lượng vũ trang Việt Nam hạ vũ khí. Ngày 19 tháng 11, Pháp thu giữ 2 ca nô và 1 phà của người Việt, nổ súng bắn 1 công an, 1 binh sĩ và 1 dân thường Việt Nam.
Ngày 20 tháng 11, Valluy chỉ thị cho Morlière phải kiểm soát thuế quan ở Hải Phòng. 9h sáng, quân Pháp cho xả súng vào dân thường ở bến Tam Kỳ. 11h trưa, quân Pháp đổ bộ và tấn công nhiều vị trí quan trọng trong thành phố gồm Nhà hát Lớn, nhà ga, sở bưu điện, nhà máy đèn, nhà máy nước, Ủy ban hành chính Thành phố,... Có một số nguồn cho rằng vụ việc xuất phát từ việc hải quân Pháp bắt giữ một thuyền buồm chở xăng do người Trung Quốc làm chủ với lý do "giao cho Việt Minh". Theo Đại tướng Võ Nguyên Giáp thì những người Pháp đã cố tình tạo ra xung đột: Chiếc tàu đó đã được Sở thuế quan của Việt Nam cấp phép thông quan, đến khi nhân viên công an Việt Nam đến giải quyết xung đột thì bị quân Pháp nổ súng trước, khiến 1 công an tử nạn và lực lượng tự vệ bắn trả. Nguồn khác lại cho rằng quân Pháp dùng vũ lực để ngăn cản, không cho công an và nhân viên thuế quan Việt Nam kiểm soát bắt giữ các thuyền buôn Hoa kiều. Người dân Hải Phòng đã biểu tình để phản đối các nhân viên hải quan Pháp tại thành phố. Khi con tàu được kéo vào bờ, lực lượng du kích người Việt Nam trên bờ đã nổ súng và quân Pháp trả. Đến 11h, quân đội Pháp mở cuộc tấn công nhà ga và nhiều khu vực khác, hầu như toàn thành phố đều có tiếng súng.
Khi xung đột nổ ra, trưởng Ty liên kiểm người Pháp là Ca-moăng chết bất ngờ, khiến cơ quan này bị đình trệ. Debès, Tư lệnh quân đội Pháp tại Hải Phòng đưa ra yêu cầu phía Việt Nam phải thả toàn bộ người Pháp bị bắt, phá bỏ các trạm công an và các công sự, cũng như yêu cầu lực lượng Việt Nam phải rút khỏi khu phố Hoa kiều. Đến trưa, Debès lại ra tối hậu thư thúc giục phía Việt Nam phải chấp nhận các điều kiện trên trước 14h. Phía Việt Nam chỉ đồng ý thả 5 lính Pháp, nhưng yêu cầu Pháp dùng 10 người Việt Nam bị bắt giữ trước đó làm điều kiện trao đổi. Đúng 14h, quân đội Pháp mở cuộc tấn công trên quy mô toàn thành phố, mà trọng tâm là khu vực Nhà hát Lớn. Các đơn vị vũ trang Việt Nam đã chống trả quyết liệt ở Nhà hát Lớn, trụ sở Công an xung phong, nhà Bưu điện, nhà Ngân hàng, Sở Cảnh sát, rạp hát Tân Việt, các khu phố 4, 6,... gây một số thiệt hại, ngăn cản bước tiến của quân Pháp. Quân đội Pháp lúc này dùng cái chết của Ca-moăng để từ chối mọi yêu cầu đàm phán. 15h, Bộ trưởng Bộ Quốc phòng Việt Nam Phan Anh ra lệnh cho một số đơn vị vũ trang lân cận đến chi viện, nhưng cũng chỉ thị bộ đội chỉ được tự vệ.
Tại Nhà hát Lớn, có một Tiểu đội bảo vệ thuộc Đại đội 2, Trung đoàn 41 do Trung đội trưởng Đặng Kim Nở chỉ huy gồm 17 người. Khi đó, Đội tuyên truyền văn hóa của Bộ Tư lệnh Khu 3 gồm 22 người đang có mặt tại Nhà hát tập luyện cho buổi nhạc hội vào hôm sau. Đặng Kim Nở đã chỉ huy đơn vị cùng các nghệ sĩ chống trả quyết liệt, gây cho quân Pháp 50 thương vong và 2 xe thiết giáp bị phá hủy. Để trả đũa, quân Pháp chặt đầu người chỉ huy dàn nhạc là Nguyễn Văn Đạo. Tổng cộng 13 binh sĩ Việt Nam tử vong, 8 binh sĩ gồm Đặng Kim Nở bị bắt vì bị thương nặng. 5 nghệ sĩ còn sống bị bắt giữ và được trao trả vào ngày 21.
Buổi chiều cùng ngày, ở Hà Nội, Morlière cử Đại tá Pierre Lami đến gặp phái đoàn quân sự Việt Nam. Hai bên nhanh chóng đi tới thỏa thuận ngừng bắn ngay lập tức. Một phái đoàn liên kiểm Việt – Pháp do Thứ trưởng Bộ Nội vụ Hoàng Hữu Nam và Đại tá Lami đứng đầu được thành lập và lập tức xuất phát đến Hải Phòng. 20h tối, lực lượng Việt Nam ở Hải Phòng thông báo đã ngừng bắn, nhưng quân đội Pháp vẫn nổ súng. Ngày 21 tháng 11, phái đoàn liên kiểm đến Hải Phòng, hai bên đã thỏa thuận "giải quyết ôn hoà sự kiện Hải Phòng tại Hà Nội". Để giải quyết tình hình, Chủ tịch Hồ Chí Minh đề nghị phía Pháp phương án nhân sự hỗn hợp Việt – Pháp trong các cơ quan hải quan nhưng phía Pháp kiên quyết từ chối. Đến ngày 22 tháng 11, phía Pháp chính thức ngừng bắn để ngăn xung đột lan rộng và phái đoàn liên kiểm trở về Hà Nội.
Ngày 22 tháng 11, tướng Valluy, Tư lệnh Pháp tại Đông Dương đánh điện ra lệnh cho Debès bằng mọi giá phải giành quyền làm chủ Hải Phòng: "Phải lợi dụng vụ rắc rối ngày 20 để củng cố thêm vị trí Hải Phòng của chúng ta". 7h sáng ngày 23 tháng 11, Dèbes gửi tối hậu thư yêu cầu đến 9h thì tất cả người Việt phải ra khỏi khu phố Tàu của Hải Phòng, gồm toàn bộ khu cảng, và các đơn vị vũ trang Việt Nam phải hạ vũ khí. 9h, trưởng phái đoàn quân sự Việt Nam ở Hà Nội gặp mặt chất vấn Morlière về tối hậu thư, nhưng Morlière cho biết bức thư đó "đã được cấp trên ở Sài Gòn chuẩn y" và ông ta bất lực trong việc ngăn chặn xung đột, đồng thời khuyên phía Việt Nam nên chấp thuận. Đến 10h, khi không thấy phản hồi, Dèbes lệnh cho tuần dương hạm Émile Bertin cùng một số tàu khác bắn phá thành phố. Lệnh nã pháo được Thủ tướng Pháp Georges Bidault phát đi thông qua trung gian D'Argenlieu, khiến nhiều dân thường thiệt mạng. Sau đó, khoảng 2.000 lính Pháp, có sự yểm trợ của xe tăng, tràn vào thành phố trong khi pháo tiếp tục bắn phá vùng ngoại ô. Quân Pháp gặp phải sự chống trả quyết liệt của lực lượng vũ trang Việt Nam. Dưới sự chỉ huy của Chiến khu 3 và Ủy ban Bảo vệ Thành phố, Trung đoàn 41 đã cùng các lực lượng tự vệ, công an xung phong tổ chức nhiều cuộc tấn công và phản kích ở nhà ga Hải Phòng, Ngã Sáu, các khu phố 3, 5, 6, 7, 10, 11, 12, phố Khách, phố Ba Ty, nhà máy nước,...
Ở khu 5, lực lượng tự vệ Việt Nam giữ vững mặt trận sông Tam Bạc và cầu xe lửa, ngăn không cho quân Pháp qua sông. Ở khu 6, 7, lực lượng tự vệ phối hợp với đơn vị Vệ quốc đoàn bao vây quân Pháp trong nhà ga, đẩy lui nhiều đợt tiếp viện giải vây. 15h chiều ngày 23, Trần Thành Ngọ tổ chức tấn công chiếm lại Nhà hát Lớn, nhưng chịu áp chế về hỏa lực, nên rút về vị trí cũ, chuyển sang tập kích vào ban đêm. Lực lượng Việt Nam ở trong Nhà hát Lớn tiếp tục tận dụng kiến trúc cầu thang, ban công, cửa sổ để tiêu hao quân Pháp. Đến đêm, chỉ huy Việt Nam tổ chức lực lượng gồm 17 binh sĩ Vệ quốc đoàn và 22 binh sĩ thuộc đoàn tuyên truyền văn hóa Chiến khu 3 lợi dụng ban đêm để tiếp cận Nhà hát Lớn, làm phân tán quân Pháp để giải vây cho những người bên trong.
Đêm 23 tháng 11, lực lượng tự vệ huyện Hải An (Kiến An) do Đặng Kinh và Ngô Hùng (Chỉ huy trưởng tự vệ huyện Hải An) chỉ huy đánh đuổi Trung đội Pháp đóng ở sân bay Cát Bi và thu được nhiều vũ khí (gồm 3 đại liên 12 ly 7, 4 trung liên, 5 tiểu liên, 7 súng trường cùng nhiều đạn dược), sau đó đốt cháy kho xăng rồi rút lui.
Trưa ngày 23 tháng 11, Chủ tịch Hồ Chí Minh phát biểu trên Đài Tiếng nói Việt Nam, kêu gọi Valluy đình chỉ việc đổ máu, đồng thời kêu gọi người dân trấn tĩnh, bộ đội sẵn sàng chiến đấu:
"Tôi kêu gọi tướng Valluy, Tổng chỉ huy quân đội Pháp kiêm chức Cao ủy và các tướng lĩnh Pháp ở Việt Nam phải lập tức đình chỉ việc đổ máu giữa người Pháp và người Việt.
Tôi kêu gọi toàn thể đồng bào phải trấn tĩnh, các bộ đội và tự vệ phải sẵn sàng bảo vệ chủ quyền của Tổ quốc, bảo vệ tính mệnh, tài sản của ngoại kiều.
Chính phủ luôn đứng sát với toàn thể đồng bào để giữ gìn đất nước.
Việt Nam độc lập và thống nhất muôn năm!"
Tại Pháp, Cao ủy D'Argenlieu lại lợi dụng báo chí tố cáo người Việt Nam "dùng sức mạnh để đẩy người Pháp đi", hô hào dùng chính sách cứng rắn,... Ngày 23 tháng 11, D'Argenlieu báo cáo trước Hội đồng liên bộ về Đông Dương thuộc Chính phủ Pháp do cựu Toàn quyền Đông Dương Alexandre Varenne đứng đầu. Hội đồng sau đó cho phép lực lượng viễn chinh Pháp được phép sử dụng vũ lực "để đối phó với sự vi phạm các thỏa hiệp". D'Argenlieu lập tức liên lạc với Valluy về việc đường lối chính trị cứng rắn ở Đông Dương "đã được Chính phủ Pháp và tất cả các đảng phái tán thành".
Ngày 24 tháng 11, quân Pháp cho máy bay ném bom các vị trí đóng quân của Việt Nam tại huyện Hải An, đường Cầu Đất, đường Hàng Kênh,... và tập trung bắn phá Nhà hát Lớn. Lực lượng vũ trang Việt Nam ở bên ngoài Nhà hát Lớn bị đánh lui. Quân Pháp tấn công lên tầng 2. Nhà hát Lớn thất thủ, chỉ huy Đặng Kim Nở tử trận, còn phía Pháp tổn thất thêm 8 nhân mạng. Ở các khu vực khác, chiến sự diễn ra ác liệt, từ 24 đến 25, lực lượng vũ trang Việt Nam tổ chức các cuộc phản kích, loại khỏi chiến đấu hơn 160 quân địch, thu hơn 20 súng các loại. Ngày 25 tháng 11, quân Pháp gửi 400 lính dù đến tiếp viện qua đường không vận. Đêm ngày 25, Đại đội trưởng Bùi Sinh tổ chức tập kích sân bay Cát Bi lần thứ hai, phá hủy kho xăng và kho đạn. Bộ đội Việt Nam được cho là đã tìm thấy bản kế hoạch đánh chiếm Hải Phòng của Pháp ở sân bay.
Ngày 26 tháng 11, quân Pháp tổ chức tiến công quy mô lớn vào các khu phố Lý Thường Kiệt, Hoàng Văn Thụ, Quang Trung, Cầu Đất nhằm tiêu diệt Sở chỉ huy Trung đoàn 41. Trung đoàn 41 dựa vào công sự đẩy lui nhiều đợt tiến công, buộc quân Pháp vào thế co cụm. Nhận thấy chiến sự ngày càng lan rộng, nhận được mệnh lệnh của Chiến khu trưởng Hoàng Minh Thảo, Ủy ban Bảo vệ Thành phố ra lệnh cho bộ đội và dân thường rút khỏi nội thành, chỉ để lại một lực lượng phân tán do Đại đội trưởng Phan Thái chỉ huy làm nhiệm vụ phá hoại. Tiểu đoàn trưởng Tiểu đoàn 89 (Trung đoàn 41) Long Vân do tự ý bỏ đơn vị nên bị kỷ luật khai trừ khỏi quân đội.
Ngay sau khi rút lui, tuyến phòng thủ ở ngoại thành thành phố được hình thành. Lực lượng vũ trang Việt Nam chốt giữ các cửa ngõ, phá sập 6 cầu xi măng, tháo dỡ 3 km đường sắt Hải Phòng – Hải Dương, đổ đá ngăn sông trên các đoạn sông Cổ Trai, Kinh Thầy, Giá, cũng như sông Văn Úc, Lạch Tray, Tam Bạc, Quý Cao. Trên cơ sở đó, các hào, ụ chiến đấu, chướng ngại, chiến lũy được xây dựng. Lực lượng công an vũ trang do Trần Thành Ngọ chỉ huy rút về Kiến An, rồi tổ chức thành các đơn vị nhỏ đột kích qua đường Lam Khê, bơi vào thành phố tổ chức phục kích, ám sát, ném lựu đạn để quấy nhiễu quân Pháp, đồng thời thu gom vũ khí cho lực lượng chiến đấu.
Cùng ngày, tổ chức hành chính Hải Phòng và Kiến An sáp nhập thành Ủy ban Kháng chiến liên tỉnh Hải – Kiến do Đinh Thịnh làm Chủ tịch. Liên Tỉnh ủy Hải – Kiến cũng thành lập dựa trên sự đồng thuận của cấp trên, do Nguyễn Văn Kha làm Bí thư, Lê Quốc Thân làm Phó bí thư. Mặt trận liên tỉnh Hải – Kiến được thành lập do Đinh Thịnh làm chỉ huy trưởng. Sở chỉ huy Mặt trận đặt ở núi Thiên Văn (Kiến An). Địa bàn được chia làm 3 mặt trận nhằm kìm hãm, ngăn không cho quân Pháp từ thành phố đánh ra ngoại thành; từng bước thực hiện tiêu thổ kháng chiến:
1. Mặt trận A, gồm khu cầu Niệm đến thị xã Kiến An, do Nguyễn Văn Mộc (Minh Kha) làm Chỉ huy trưởng và Bùi Sinh làm Chỉ huy phó;[76][77]
2. Mặt trận B gồm khu Cầu Rào, đường số 14, Đồ Sơn, do Vũ Hạnh, Đặng Kinh, Ngô Hùng, Trần An tham gia ban chỉ huy,[77] do Nguyễn Văn Bút làm Chỉ huy trưởng, Phước làm Chỉ huy phó;[76]
3. Mặt trận C gồm Cam Lộ, An Dương, đường số 5,[77] do Nguyễn Sáng làm Chỉ huy trưởng, Hoàng Thế Dũng làm Chính trị viên; sau đổi Nguyễn Quang Tuyến làm Chỉ huy trưởng, Nguyễn Phú Tuyên làm Chỉ huy phó.[76]

Đại biểu Quốc hội Nguyễn Sơn Hà đã đóng 2 vạn đồng bạc cho Ủy ban Bảo vệ Thành phố Hải Phòng, sau khi con trai ông Nguyễn Sơn Lâm (Chỉ huy bộ đội tự vệ khu 8) cùng con gái Nguyễn Thị Thoa (cứu thương) tử nạn trong tay quân Pháp.
Ngày 28 tháng 11, lực lượng Việt Nam rút hoàn toàn ra khỏi nội thành thành phố, phòng tuyến Cầu Niệm, Cầu Rào, An Dương được hình thành. Cùng ngày, một Đại đội Pháp thử đánh ra ngoại thành, trúng trận địa phục kích của một Đại đội Vệ quốc đoàn do Đặng Kinh chỉ huy. Quân Việt Nam thu được 12 súng trường, một trung liên và một tiểu liên. Các cuộc tiến công tiếp tục diễn ra trong những ngày sau đó. 8h ngày 10 tháng 2, quân Pháp tổ chức một Tiểu đoàn, có sự yểm trợ của pháo tấn công trên toàn tuyến phong thủ Cam Lộ. Đến 10h, chiến sự kết thúc, quân Pháp buộc phải rút lui với thiệt hại 126 binh lính, còn phía Việt Nam có 3 người chết, 5 người bị thương. Từ sau trận Cam Lộ, chiến sự lâm vào thế giằng co. Đến đầu tháng 12, lực lượng Pháp hoàn toàn củng cố việc kiểm soát nội thành Hải Phòng.

### Khởi đầu của chiến tranh
Ngày 27 tháng 11, Louis Morlière đến gặp phái viên quân sự Việt Nam, truyền đạt lại yêu cầu của Bộ Tổng chỉ huy Quân đội viễn chinh Pháp yêu cầu Việt Nam phá bỏ các chướng ngại trên đường phố đang cô lập những đồn binh Pháp, và bảo đảm quân đội Pháp được tự do đi lại trên đường Đồ Sơn –  Hải Phòng. Morlière cũng cho biết đây là "chỉ thị của cấp trên". Đến ngày 28 tháng 11, Morlière gửi một thông điệp đến Bộ Quốc phòng Việt Nam nhấn mạnh lại những yêu cầu hôm trước.
Nhận thấy tính nghiêm trọng của vấn đề, phía Việt Nam muốn tranh thủ thời gian cho lực lượng ở Hải Phòng, nên tiếp thu đàm phán và đề nghị thành lập một ủy ban hỗn hợp để thảo luận. Chiều ngày 28, Morlière gửi một thông điệp mới, nhấn mạnh lập trường cứng rắn của quân đội Pháp đối với những yêu cầu trước đó, đồng thời từ chối việc thành lập ủy ban hỗn hợp để đàm phán. Để đáp trả, phía Việt Nam ra lệnh cho lực lượng ở Hải Phòng tăng cường bao vây, phá hoại các con đường để triệt để cắt đứt liên lạc giữa các khu vực quân Pháp đóng giữ, đặc biệt là tuyến đường Hải Phòng – Đồ Sơn.
Ngày 12 tháng 12, Léon Blum, Thủ tướng mới của Pháp tuyên bố ý định giải quyết xung đột ở Đông Dương theo cách sẽ trao lại độc lập cho Việt Nam. Ngày 15 tháng 12, Chủ tịch Hồ Chí Minh gửi Jean Sainteny một thông điệp đến Blum, nhắc lại lập trường cơ bản của Chính phủ Việt Nam, đồng thời đề ra các gợi ý cụ thể về cách giải quyết xung đột. Tuy nhiên Bộ chỉ huy quân đội viễn chinh cố tình làm thông điệp mất 11 ngày mới được chuyển tới Paris, đồng thời tăng cường các hoạt động gây hấn. Khi bức điện tới nơi thì đã quá muộn. Những tướng lĩnh Pháp ở Đông Dương như D'Argenlieu và Valluy không hy vọng vấn đề Đông Dương được giải quyết trong hòa bình, và nỗ lực thúc đẩy chiến tranh bùng nổ như "việc đã rồi". Theo báo Nhân Dân: "Họ đã thành công trong việc lái chính sách của Chính phủ Pháp từ đàm phán sang sử dụng sức mạnh quân sự bằng cách đổ lỗi cho phía Việt Nam gây ra chiến tranh."
Tháng 12 năm 1946, sau khi chiếm được Lạng Sơn, Hải Phòng và Đà Nẵng, quân đội Pháp bắt đầu phát động cuộc chiến nhằm tiêu diệt Chính phủ Việt Nam Dân chủ Cộng hòa, chiếm đóng Việt Nam. Sau ba tối hậu thư liên tiếp từ Louis Morlière yêu cầu Chính phủ Việt Nam phải giải giáp toàn bộ lực lượng quân sự để quân Pháp hoàn toàn kiểm soát, Chủ tịch Hồ Chí Minh thống nhất cùng Chính phủ và Ban Thường trực Quốc hội về việc phát động chiến tranh. 20h3' 19 tháng 12 năm 1946, Đài Tiếng nói Việt Nam phát Lời kêu gọi toàn quốc kháng chiến của Chủ tịch Hồ Chí Minh, Toàn quốc kháng chiến bắt đầu.

### Toàn quốc kháng chiến
Khi cuộc chiến tranh bùng nổ, quân đội Pháp ở Hải Phòng mở nhiều cuộc tiến công nhằm phá vỡ vòng kiềm tỏa để chi viện cho lực lượng ở Hà Nội. Ngày 20 tháng 12, quân đội Pháp tổ chức một lực lượng gồm 1 Trung đoàn pháo binh và 1 hạm đội đường sông, trang bị nhiều pháo, xe cơ giới, xe lội nước, xe tăng để khai thông đường số 5. Trận đánh đầu tiên từ 6h đến 11h ngày 20 tháng 12 kết thúc với việc quân đội Việt Nam rút lui qua sông Rế. Các đơn vị này được tổ chức lại thành một Tiểu đoàn bảo vệ khu vực từ cầu Rào đến Đồ Sơn. 3 ngày sau, quân Pháp đến được Hải Dương nhưng vẫn không thể thông đường lên Hà Nội. Cùng thời điểm, Ủy ban Kháng chiến tổ chức cho công nhân nhà máy xi măng Hải Phòng, bến cảng, xưởng Ca-rông, xưởng Com-ben,... tháo dỡ và di chuyển máy móc, vật tư ra Đông Triều (Quảng Yên) và Thái Bình.
Từ ngày 30 tháng 12 năm 1946 đến 7 tháng 1 năm 1947, quân đội Pháp ở Hải Phòng tổ chức hai cuộc tiến công vào phố Giẽ (Cẩm Giàng, Hải Dương) để đón cảnh quân từ Hà Nội đánh xuống. Lực lượng Việt Nam gồm 1 Đại đội thuộc Trung đoàn 44 cùng dân chúng địa phương cố gắng chống trả nhưng thất bại, bỏ lại 20 thương vong (gồm 18 binh sĩ và 2 dân thường). Sau 25 ngày từ tháng 12 năm 1946 đến tháng 1 năm 1947, quân Pháp đã thành công giải tỏa đường số 5, bắt đầu đổ quân về Hà Nội.
Ngày 6 tháng 2 năm 1947, quân đội Pháp đánh chiếm huyện lỵ An Dương, mở rộng phạm vi kiểm soát hai bên đường số 5. Lực lượng vũ trang Việt Nam tổ chức nhiều trận phục kích, đánh chặn các toán quân, xe cộ. Ủy ban Kháng chiến huyện do Chủ tịch Hoàng Mậu đứng đầu tổ chức cho người dân sơ tán ("vườn không nhà trống") để không cho quân Pháp bắt phu sửa đường.
Ngày 7 tháng 2, quân Pháp từ Hải Phòng mở cuộc hành quân đánh chiếm huyện Thủy Nguyên (Quảng Yên), nhằm mở đường lên phía bắc, kiểm soát toàn tỉnh Quảng Yên và tuyến đường 18. Quân Pháp chia làm ba mũi tấn công: Một mũi gồm một số tàu chiến đổ bộ bến Đoan, cầu Giá, tiến về Núi Đèo; một mũi gồm hai tàu đổ bộ lên bến Kiền Bái đánh về Trịnh Xá; một mũi qua bến phà Bính rồi chia thành hai đường đánh Núi Đèo. Các mũi tiến công của quân Pháp đều bị lực lượng Việt Nam đánh chặn. Ngày 8 tháng 2, giao tranh diễn ra quyết liệt ở cầu Xưa (thôn An Lư), lực lượng du kích thôn do Trần Xích Thố chỉ huy được ghi nhận là đã "làm thực dân Pháp khiếp đảm". Cùng ngày, ở thôn Thủy Đường, một tiểu đội tự vệ chỉ được trang bị vũ khí thô sơ của Việt Nam đã chống lại quân Pháp đến người cuối cùng.
Ngày 22 tháng 2, Huyện ủy Thủy Nguyên quyết định tập hợp lực lượng chính quy thành Đại đội Lê Lợi thuộc Thành đội Hải Phòng, do Lê Hữu Thảo (tức Lê Vân, Huyện đội phó) làm Đại đội trưởng, Đàm Văn Đức (tức Đặng Ngọc Lâm, trưởng ban chính trị huyện đội) làm chính trị viên. Ngày 27 tháng 2, một trung đội thuộc Đại đội Lê Lợi do Phạm Hữu Tề chỉ huy tổ chức tập kích quân Pháp ở đình Kiền Bái. Nguyễn Văn Thuyết cho bộ đội bắn vào đồn Trịnh Xá để ngăn quân đồn này chi viện. Ngày 27 tháng 2, Đại đội Lê Lợi lại tổ chức tấn công vào thôn Trại Kênh, gây nhiều thiệt hại cho quân Pháp. Để trả đũa, quân Pháp tiến hành khủng bố, bắn giết dân thường. Hơn 60 dân thường ở Mỹ Giang, Trại Kênh cùng hơn 50 người ở Kiền Bái, Trịnh Xá bị quân Pháp bắn giết. Các hành vi mổ bụng, chặt đầu, hãm hiếp, đốt phá được ghi lại.
Tháng 3, du kích huyện An Dương do Đặng Kinh chỉ huy phục kích một đoàn tàu 6 toa chở lính của Pháp trên tuyến Hà Nội – Hải Phòng, tiêu diệt 200 lính.
Đêm ngày 23 tháng 3, quân Pháp ở Hải Phòng huy động 7 tiểu đoàn càn quét Đông Triều, Chí Linh, đường 18. Bộ Chỉ huy Chiến khu 3, Ủy ban Kháng chiến Hành chính liên tỉnh Hải – Kiến quyết định huy động Trung đoàn 41, lực lượng vũ trang các mặt trận A, B, C cùng cơ sở nội thành tổ chức một cuộc tập kích lớn vào nội thành Hải Phòng. Các đơn vị đồng loạt tiến công vào các vị trí Sở Dầu, Sở Đoan, nhà máy Xi măng, xưởng Tapi (thảm len), sân bay Cát Bi,... Trước uy hiếp của quân đội Việt Nam, chỉ huy quân Pháp phải cấp tốc điều toàn bộ 7 tiểu đoàn về bảo vệ thành phố.
Ngày 25 tháng 4, quân đội Pháp mở cuộc tấn công quy mô lớn với sự yểm trợ của pháo binh vào thị xã Kiến An và thị xã Đồ Sơn. Chỉ huy cao nhất ở Kiến An là Trần Thành Ngọ tuyên thệ: "Nếu Trần Thành Ngọ còn thì Kiến An còn, nếu Kiến An mất thì Trần Thành Ngọ sẽ mất theo." Dù chống cự quyết liệt, nhưng các phòng tuyến của quân đội Việt Nam đều bị vượt qua. Trần Thành Ngọ chia nhỏ lực lượng rút lui, chỉ để lại tiểu đoàn của Lê Quốc Uy tổ chức tuyến phòng thủ cuối cùng ở núi Thiên Văn và núi Cột Cờ. Đại đội trưởng Đặng Bá Lộc bảo vệ Sở Chỉ huy ở núi Khu. Lê Quốc Uy cùng Đại đội trưởng Bùi Đức Quyên tổ chức phòng ngự ở núi Thiên Văn. Lực lượng Việt Nam tổn thất vô cùng nặng nề, Trần Thành Ngọ bị thương nặng, dùng thủ pháo tấn công cảm tử, còn Lê Quốc Uy tử trận trên đường rút lui. Ở Đồ Sơn, đối mặt với lực lượng 7 tàu chiến bắn phá, đổ bộ, lực lượng vũ trang Việt Nam tổ chức chặn đánh các mũi tiến công. Sau khi phân tán lương thực, vật tư, tài sản và di chuyển người dân đến nơi an toàn, quân đội Việt Nam chủ động rút lui. Quân Pháp chiếm được đảo với thiệt hại hơn 30 binh sĩ. Kết thúc cuộc tấn công, quân Pháp được cho là thiệt hại 360 binh sĩ.

## Kết quả
Sau trận chiến 7 ngày (20–26 tháng 11, 1946), lực lượng Việt Nam bị đánh bật ra khỏi nội thành Hải Phòng. Theo phía Việt Nam, trong vòng 7 ngày, quân đội Pháp có 137 binh sĩ tử vong, 27 bị thương, 1 xe tăng bị phá hủy, bị lực lượng Việt Nam thu 2 trung liên, 5 tiểu liên, 2 cạc-bin, 10 súng trường, 56 lựu đạn. Đổi lại, lực lượng Việt Nam thiệt hại 32 binh sĩ, 14 bị thương, 15 bị bắt và 8 mất tích.
Về thiệt hại của dân thường có nhiều nguồn đưa ra những con số khác nhau, từ hơn 100 đến khoảng 20.000. Ngày nay, đa phần các nghiên cứu thiên về số liệu của nhân chứng Paul Mus, nhà xã hội học người Pháp là 6.000. Dù với con số nào, sự kiện này vẫn được một số nhà nghiên cứu gọi xem như một vụ thảm sát.
Từ 19 tháng 12, 1946 đến 25 tháng 4, 1947, cuộc chiến đấu kéo dài dẫn đến những tổn thất lớn cho cả hai bên. Tuy chưa có thống kê cụ thể, nhiều tài liệu Việt Nam ghi nhận các đơn vị "gặp tổn thất" hay "tổn thất lớn", cũng như những con số thiệt hại từ vài chục đến hàng trăm của quân đội Pháp trong một số trận đánh cụ thể. Kết quả, đến cuối tháng 4 năm 1947, quân Pháp làm chủ toàn bộ khu vực Hải Phòng, Kiến An, Đồ Sơn. Đến tháng 11 năm 1947, địa bàn do quân Pháp nắm giữ được xác nhận chiếm 4/5 diện tích tổng ba khu vực trên.

## Hệ quả
Từ tháng 11 năm 1947, quân đội Pháp thành lập Tiểu khu Hải Phòng gồm địa bàn thành phố Hải Phòng, tỉnh Kiến An (gồm bán đảo Đồ Sơn) thuộc khu duyên hải. Tiểu khu Hải Phòng trở thành trung tâm quân sự lớn ở miền Bắc Đông Dương với nhiều đồn bốt, trại lính, đường xá phục vụ quân sự được xây dựng. Khu vực Hải Phòng – Kiến An hoàn toàn nằm trong sự kiểm soát của quân viễn chinh Pháp.
Trong nhiều năm từ 1947–1952, các hoạt động quân sự của quân đội Việt Nam tại khu vực Hải Phòng – Kiến An gần như không gây thiệt hại gì đáng kể cho quân đội Pháp. Từ năm 1952, sau Hội nghị tổng kết chiến tranh du kích (từ Bình Trị Thiên trở ra) ở căn cứ địa Việt Bắc, với sự chỉ huy của Đặng Kinh, Tỉnh đội trưởng tỉnh Kiến An, sức chiến đấu quân đội Việt Nam ở Hải Phòng – Kiến An đã được tăng cường, gây nhiều thiệt hại lớn hơn cho lực lượng chiếm đóng. Tiêu biểu là các trận tập kích xã Tự Cường và Đại Thắng (huyện Tiên Lãng, tháng 10 năm 1952), tập kích thị xã Kiến An (tháng 4 năm 1953), đánh bại Cuộc hành quân Claude (tháng 8, 9 năm 1953), tập kích sân bay Đồ Sơn (tháng 1 năm 1954), tập kích sân bay Cát Bi (tháng 3 năm 1954),...
Ngày 13 tháng 5 năm 1955, sau Hiệp định Genève, quân đội Pháp rút khỏi Hải Phòng. Cụm từ "Đi trước về sau" cũng được áp dụng với Hải Phòng, khi đây là địa phương đầu tiên của miền Bắc nổ ra chiến sự, cũng là địa phương cuối cùng của miền Bắc được giải phóng, tiếp quản từ quân đội Pháp.

## Nhận định
Nhìn nhận sự kiện Hải Phòng, Võ Nguyên Giáp, lúc này là Bộ trưởng Bộ Quốc phòng kiêm Tổng Chỉ huy quân đội toàn quốc của Chính quyền Việt Nam, đã nhận định: "Trận Hải Phòng là mở đầu cho một quy mô mới của cuộc chiến tranh cướp nước. Kẻ thù đã mở rộng chiến tranh xâm lược trên nửa phần phía nam của nước ta ra toàn cõi Việt Nam, đồng thời ra toàn bán đảo Đông Dương."
Cuộc chiến 7 ngày đêm ở Hải Phòng (từ 20 đến 26 tháng 11) là một cuộc chiến không cân sức giữ lực lượng vũ trang Việt Nam mới thành lập với hàng nghìn quân tinh nhuệ của Pháp, được trang bị vũ khí hiện đại cùng sự hỗ trợ của hải quân và không quân. Nhưng lực lượng vũ trang cùng người dân Hải Phòng đã thành công trong việc cản bước quân Pháp, khiến đối phương phải bất ngờ. Từ bài học của Hải Phòng, Bộ Tổng Chỉ huy của quân đội Việt Nam đã chỉ đạo Ban chỉ huy Mặt trận Hà Nội nghiên cứu, xây dựng thế trận chiến đấu trong thành phố. Võ Nguyên Giáp đánh giá: "Kinh nghiệm Hải Phòng chỉ cho ta thấy rất có thể kháng chiến trong thành phố", "Trận chiến đấu anh dũng tại Hải Phòng đã có tác dụng của một cuộc tổng diễn tập thực sự chuẩn bị cho trận đánh kéo dài nhiều ngày ở Thủ đô Hà Nội xảy ra sau đó một tháng."